# SKAJ

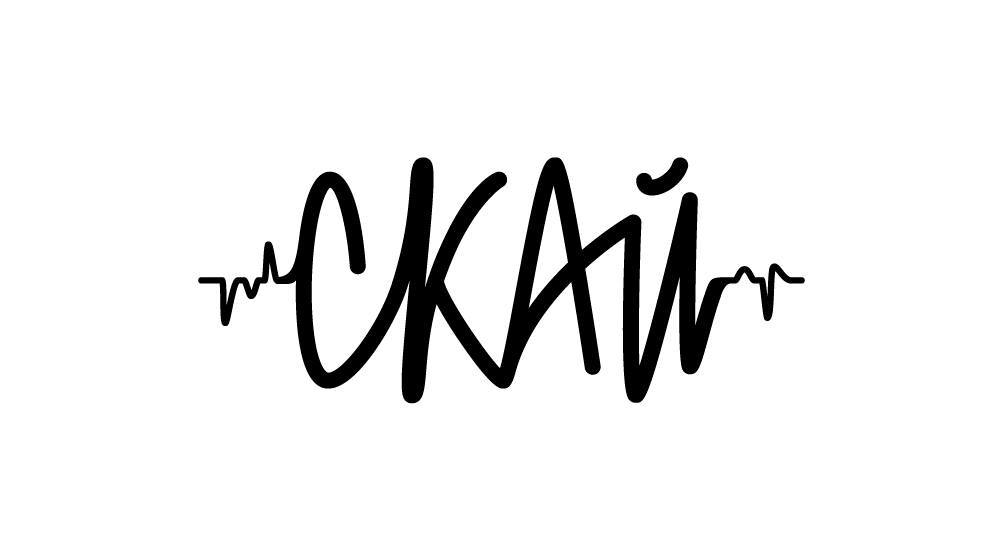
Logo zespołu

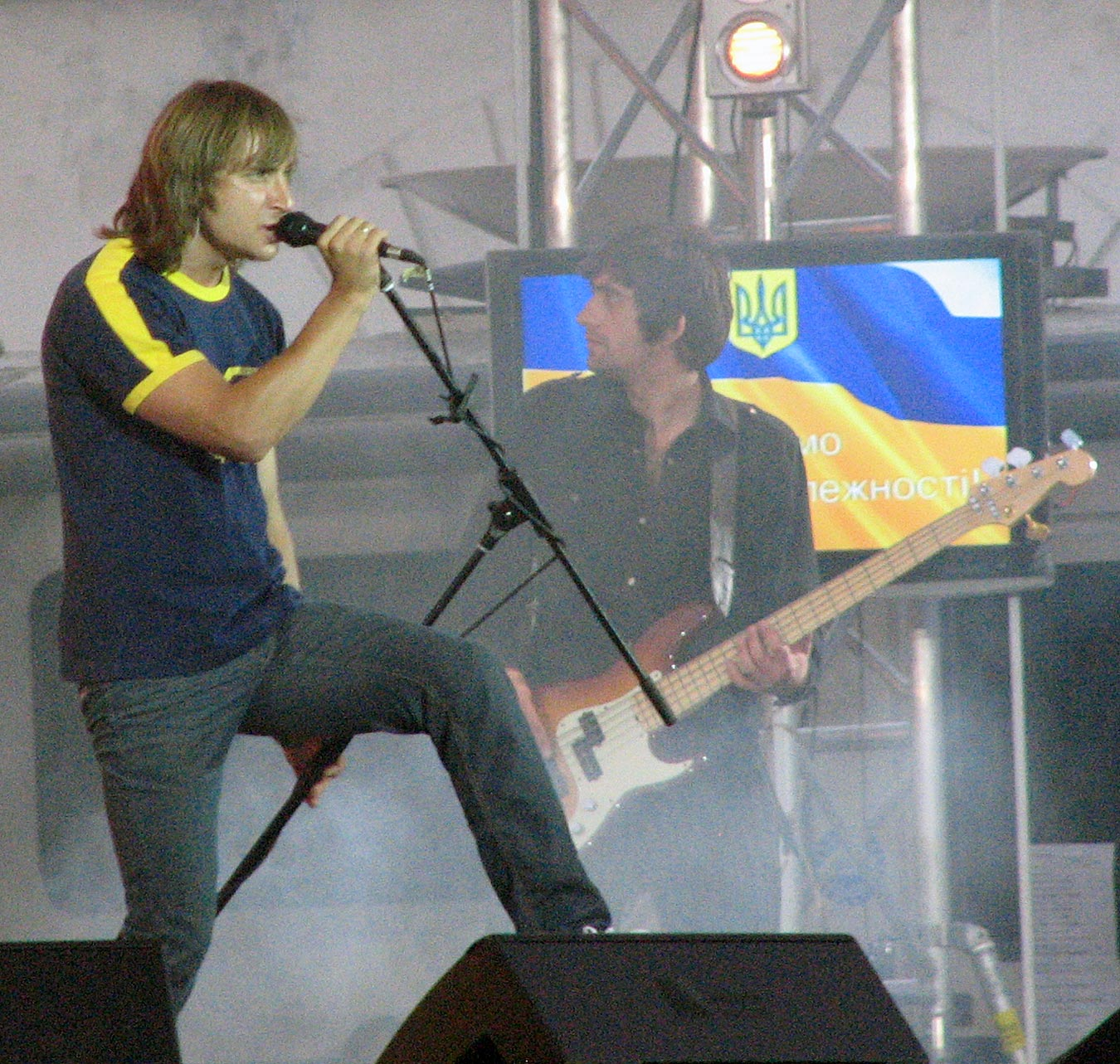
SKAJ na koncercie w Kijowie, 2008

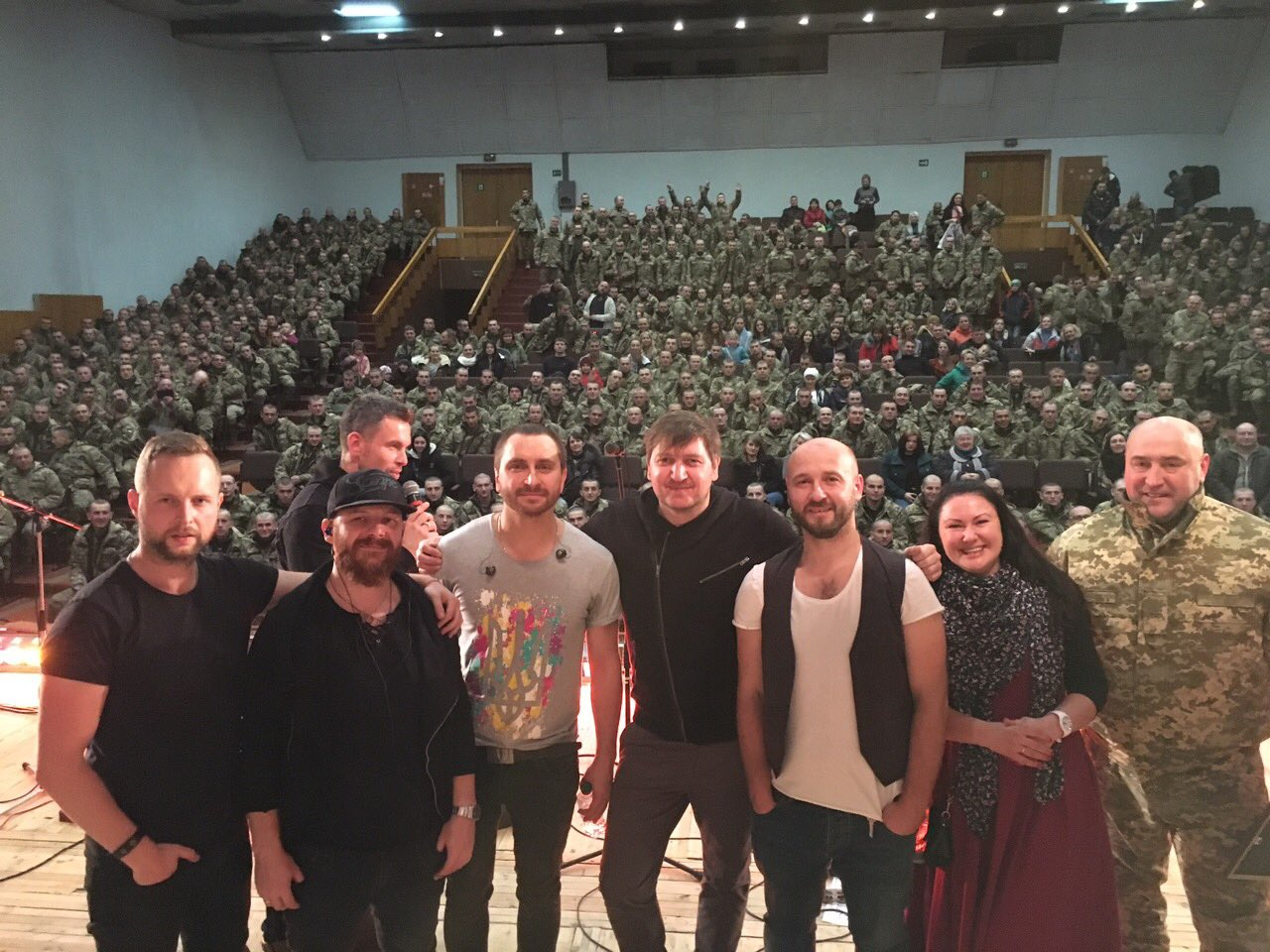
SKAJ na koncercie dla ukraińskiego wojska, 2016

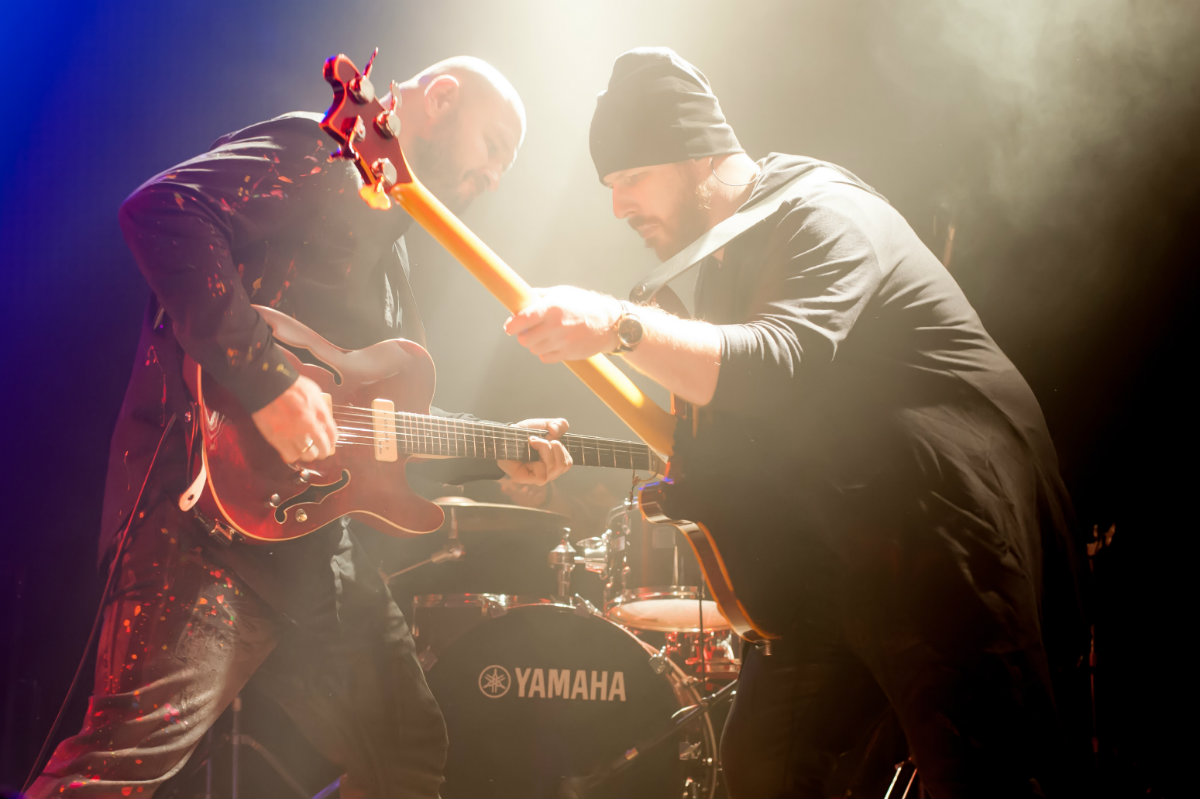
SKAJ na koncercie w Bercelonie, 2017

SKAI (ukr. СКАЙ) – ukraiński zespół pop-rockowy założony w 2001 roku w Tarnopolu.

## Historia
Zespół powstał w 2001 roku, od tego czasu nagrywa i wydaje płyty, a przy tym koncertuje. Po występie w projekcie „Świeża krew”, realizowanym w kanale telewizyjnym M1, zespołem zainteresowała się największa na Ukrainie wytwórnia płytowa Lavina Music. Debiutowy album zespołu pt. Te, szczo treba (pol. „To, czego potrzebujesz”) wyszedł w 2006 roku. 31 października 2007 roku zespół zaprezentował swój drugi album Płaneta S.K.A.J. Jak podkreśla Eduard Klim, generalny dyrektor Lavina Music oraz producent zespołu SKAJ: „Drugi album mogę z pewnością nazwać najlepszym rockowym albumem Ukrainy w 2007 roku”.
Począwszy od 2008 roku zespół otrzymał liczne nagrody muzyczne. Podczas ceremonii wręczenia „ne-popsa” – nagrody, której organizatorem było radio „Dżem Fm” – SKAJ odebrał wyróżnienia w dwóch kategoriach: ich płyta Płaneta S.K.A.J.. otrzymała tytuł „Najlepszy album roku”, a lider zespołu Ołeh Sobczuk – „Najlepszego wokalisty roku”. W październiku 2008 roku SKAJ otrzymał nagrodę Ukrainian Music Awards w kategorii „Najlepszy zespół rockowy roku”.
Po raz pierwszy w Polsce wystąpili w Lublinie 24 maja 2009 roku. Zespół SKAJ był też gościem Wielokulturowej Imprezy Plenerowej, organizowanej przez Centrum Wolontariatu w ramach kampanii społecznej „Bo byłem przybyszem…”. 10 stycznia 2010 roku wystąpili na Rynku w Rzeszowie podczas 18 Finału Wielkiej Orkiestry Świątecznej Pomocy na zaproszenie organizatorów.
W październiku i listopadzie 2013 roku grupa uczestniczyła w kampanii koncertów „Jesteśmy jednym”, które zostały zorganizowane przez struktury prorosyjskiego polityka Wiktora Medwedczuka w miastach Ukrainy.
Muzycy zespołu są zaangażowani w profilaktykę i zwalczenie AIDS, której poświęcili także jedną ze swoich piosenek.

## Wyróżnienia
- „Najlepszy zespół rockowy roku”[3];
- „Najlepszy album roku”[3];
- „Najlepszego wokalisty roku” – Ukrainian Music Awards 2008[4].

## Aktualni członkowie
- Ołeh Sobczuk (Олег Собчук) – wokal, gitara
- Ołeksandr Hryszczuk (Олександр Грищук) – gitara (prowadząca)
- Ołeksandr Druker – gitara basowa
- Jewhen Kibelew (Євген Кібелєв) – perkusja
- Jurij Mozil (Юрій Мозіль) – instrumenty klawiszowe

## Dyskografia
- 2006 – Te, szczo treba (Те, що треба)
- 2007 – Płaneta S.K.A.J. («Планета С.К.А.Й.»)
- 2010 – !
- 2014 – Kraj neba
- 2016 – Nowe żyttja

## Krytyka
W 2013 grupa została skrytykowana za współpracę z prorosyjskim politykiem Wiktorem Medwedczukiem i jego organizacją Ukraińskyj wybir. Podczas koncertów, w których wziął udział zespół S.K.A.J., pochwalano ideę zjednoczenia Rosji i Ukrainy oraz innych idei tak zwanego „rosyjskiego świata”. Po tych wydarzeniach grupa otrzymała wiele negatywnych opinii na ich profilach w internecie, a w sieci rozprowadzono demotywatory krytykujące zespół.